# Cayo Largo del Sur
Cayo Largo del Sur, conocido simplemente como Cayo Largo, es una pequeña isla cubana situada en el mar Caribe, en el extremo oriental del archipiélago de los Canarreos. Es parte del municipio Isla de la Juventud, cuya capital, Nueva Gerona, se encuentra a 135 kilómetros de distancia. Tiene una superficie total de 37,5 km² y 25 kilómetros de longitud, casi en su totalidad de playa.

## Historia

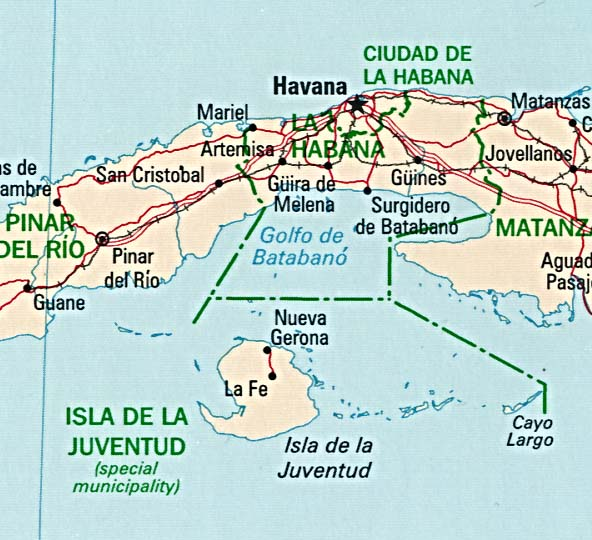
Mapa de Isla de la Juventud y Cayo Largo.

Cristóbal Colón avistó la isla en su segundo viaje en 1494 y se cree que el navegante inglés Sir Francis Drake pudo haber arribado a la isla durante su viaje alrededor del mundo, ya que muchos piratas la usaron como su base durante la época.
En noviembre de 2001 la isla se vio afectada casi enteramente por el paso del huracán «Michelle». Sus playas vírgenes y la soledad y privacidad sobrecogedora hacen que el turismo sea la única actividad económica del pequeño islote.

## Infraestructura hotelera
Cayo Largo dispone de una confortable y moderna infraestructura hotelera, entre otras facilidades insertadas en un entorno natural donde el hombre ha logrado armonizar perfectamente con el ecosistema.
Los hoteles en la isla son:
- Hotel Grand Memories Cayo Largo (antes conocido como Playa Blanca, Iberotar Cayo Largo o Barceló Cayo Largo, 4 estrellas, 306 habitaciones), administrado por la cadena canadiense Blue Diamond Resort,
- Hotel Memories Cayo Largo (4 estrellas, 296 habitaciones), administrado por la cadena canadiese Blue Diamond Resort,
- Hotel Starfish Cayo Largo (4 estrellas, 307 habitaciones), de la misma cadena canadiense,
- Isla Del Sur (3 estrellas, 59 habitaciones), de Gran Caribe,
- Villa Lindamar (3 estrellas, 55 habitaciones), de Gran Caribe,
- Villa Coral (2,5 estrellas, 55 habitaciones), de Gran Caribe,
- y Villa Soledad (2,5 estrellas, 24 habitaciones), de Gran Caribe.

Los hoteles Villa Iguana y Villa Caprichio salieron de funcionamiento desde que el huracán Michelle golpeó la isla, en noviembre de 2001.

## Playas

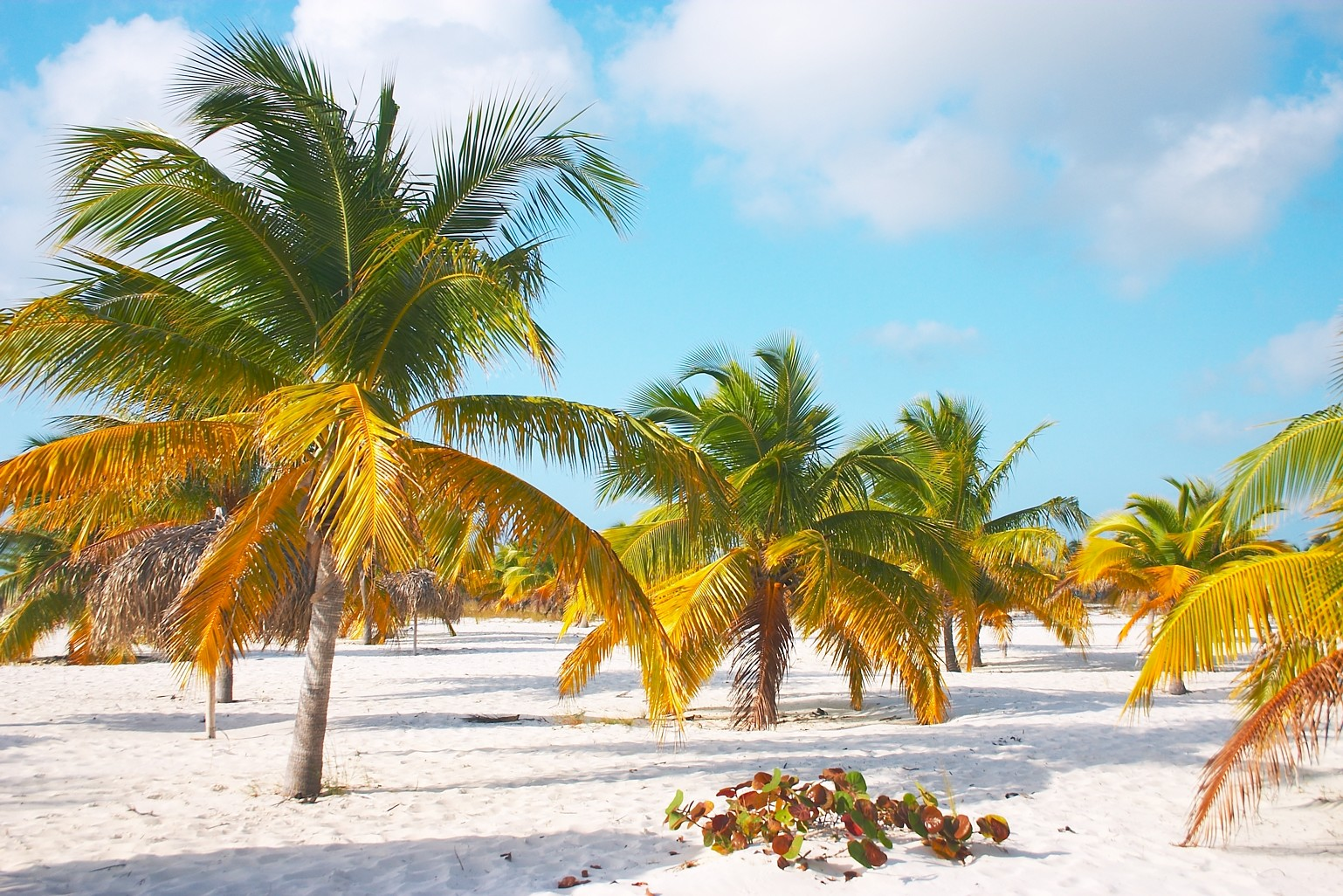
Playa Sirena.

Las playas más accesibles para el turismo son Playa Sirena y Playa Paraíso (ambas ubicadas en el extremo oeste de la isla), estas según encuestas y sitios de renombre han estado dentro de las mejores del Caribe y del Mundo. Las playas resaltan por su fina arena que mantiene una temperatura estable a pesar de la temperatura ambiente, sus transparentes aguas azul turquesa y la riqueza natural al tratarse de un cayo, otra playa bien gustada está ubicada en Villa Lindamar (en el sur, muy cerca del complejo Villa Lindamar). 
También hay playas más vírgenes a las que no llega el transporte turístico. Entre ellas destacan: Playa Punta Mal Tiempo (en el suroeste), Playa Blanca, Playa Los Cocos y Playa Tortuga (hacia el este) y Playa Luna (al noreste del cayo).
Cayo Largo es conocido mundialmente por ser un destino habitual de naturistas, por lo que es habitual en sus playas que los bañistas coexistan con personas que practican el topless y el nudismo.

## Transporte

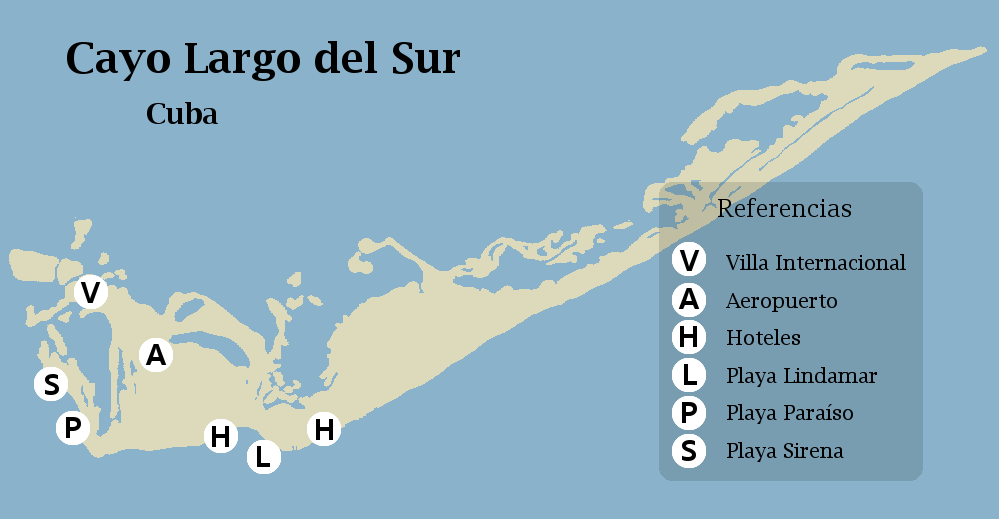
Mapa de Cayo Largo.

El medio más habitual para acceder a Cayo Largo es en avión. La única pista de aterrizaje de la isla es el Aeropuerto Internacional Vilo Acuña, al que llegan aeronaves procedentes de Canadá, Europa y América del Sur, así como de ciudades cubana como La Habana, Varadero y Trinidad. Opera con conexiones aéreas nacionales de Cubana de Aviación y Aerogaviota, en tanto que Aerogaviota S.A. tiene una frecuencia semanal de hasta tres días desde y hacia La Habana.

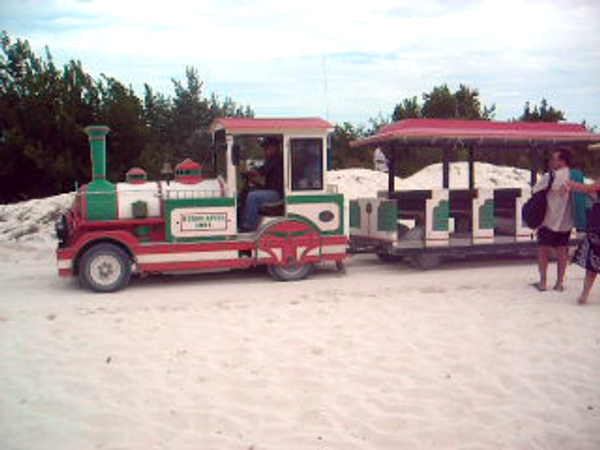
Trenecito turístico.

Al tener proporciones tan reducidas, Cayo Largo no cuenta con un sistema de autobús público urbano, aunque dispone de taxis y remises de tarifa fija. También hay agencias de alquiler de autos, jeeps y scooters, además de contar con un servicio de transporte turístico (autobuses llamados "trencitos") que comunica a los hoteles con las playas Sirena y Paraíso, de uso gratuito para los huéspedes.
También tiene un puerto, que es utilizado para la transportación de turistas, llamado La Marina Cayo Largo del Sur, ubicado junto al pequeño núcleo poblacional, así como varios amarraderos desde donde parten embarcaciones privadas y turísticas para realizar paseos y excursiones a cayos, islas y playas cercanas, como Cayo Rico, Cayo Iguana o Cayo Rosario.

## Clima
Cayo Largo tiene un clima tropical moderado, con temperaturas elevadas durante todo el año y máximas que superan los 30 °C en el verano (boreal). Las precipitaciones son escasas y el 78% se concentra entre mayo y octubre. Anualmente se registra un promedio de cuarenta días de lluvia.
| Parámetros climáticos promedio de Cayo Largo del Sur (*) | Parámetros climáticos promedio de Cayo Largo del Sur (*) | Parámetros climáticos promedio de Cayo Largo del Sur (*) | Parámetros climáticos promedio de Cayo Largo del Sur (*) | Parámetros climáticos promedio de Cayo Largo del Sur (*) | Parámetros climáticos promedio de Cayo Largo del Sur (*) | Parámetros climáticos promedio de Cayo Largo del Sur (*) | Parámetros climáticos promedio de Cayo Largo del Sur (*) | Parámetros climáticos promedio de Cayo Largo del Sur (*) | Parámetros climáticos promedio de Cayo Largo del Sur (*) | Parámetros climáticos promedio de Cayo Largo del Sur (*) | Parámetros climáticos promedio de Cayo Largo del Sur (*) | Parámetros climáticos promedio de Cayo Largo del Sur (*) | Parámetros climáticos promedio de Cayo Largo del Sur (*) |
| Mes                                                      | Ene.                                                     | Feb.                                                     | Mar.                                                     | Abr.                                                     | May.                                                     | Jun.                                                     | Jul.                                                     | Ago.                                                     | Sep.                                                     | Oct.                                                     | Nov.                                                     | Dic.                                                     | Anual                                                    |
| -------------------------------------------------------- | -------------------------------------------------------- | -------------------------------------------------------- | -------------------------------------------------------- | -------------------------------------------------------- | -------------------------------------------------------- | -------------------------------------------------------- | -------------------------------------------------------- | -------------------------------------------------------- | -------------------------------------------------------- | -------------------------------------------------------- | -------------------------------------------------------- | -------------------------------------------------------- | -------------------------------------------------------- |
| Temp. máx. media (°C)                                    | 25                                                       | 25                                                       | 27                                                       | 29                                                       | 29                                                       | 31                                                       | 32                                                       | 32                                                       | 32                                                       | 30                                                       | 28                                                       | 28                                                       | 29                                                       |
| Temp. mín. media (°C)                                    | 21                                                       | 21                                                       | 22                                                       | 24                                                       | 25                                                       | 27                                                       | 28                                                       | 28                                                       | 27                                                       | 26                                                       | 24                                                       | 24                                                       | 25                                                       |
| Días de precipitaciones (≥ 1 mm)                         | 2                                                        | 1                                                        | 2                                                        | 0                                                        | 7                                                        | 8                                                        | 1                                                        | 1                                                        | 4                                                        | 6                                                        | 4                                                        | 4                                                        | 40                                                       |
| Humedad relativa (%)                                     | 79                                                       | 76                                                       | 75                                                       | 76                                                       | 79                                                       | 78                                                       | 76                                                       | 77                                                       | 78                                                       | 80                                                       | 79                                                       | 76                                                       | 78                                                       |
| Fuente: Tu Tiempo.net (septiembre de 2010)               |                                                          |                                                          |                                                          |                                                          |                                                          |                                                          |                                                          |                                                          |                                                          |                                                          |                                                          |                                                          |                                                          |

(*) Los únicos datos disponibles corresponden a 2009

## Fauna

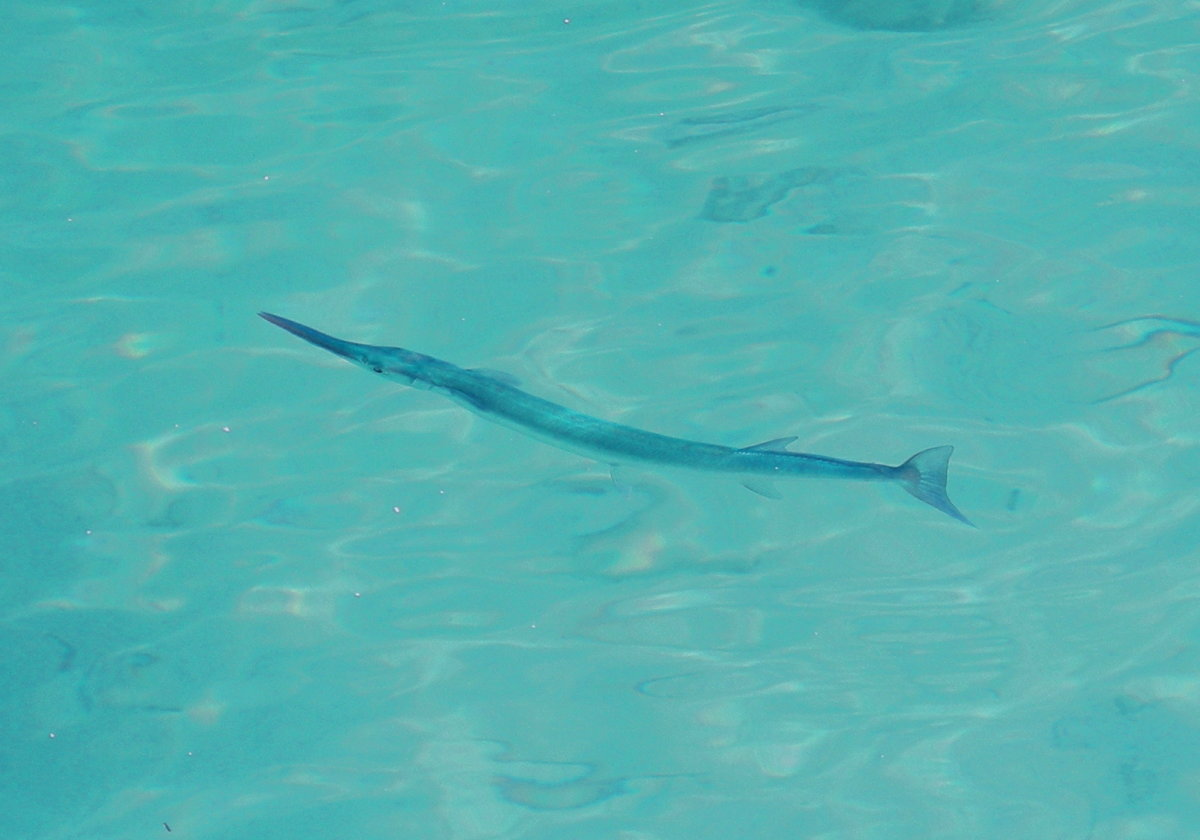
Un pez trompeta en las cristalinas aguas de playa Sirena.

Entre la gran diversidad marina que habita en Cayo Largo se pueden encontrar especímenes de ronco, cubera, jocuse, barbero, chromis y otros peces coralinos; ejemplares de guají, jurel, ronco, catalineta, sábalo y morena. También hay tortugas marinas, rayas, langostas y cangrejos, y hasta es posible divisar delfines, tiburones y barracudas, así como gran cantidad de peces trompeta.

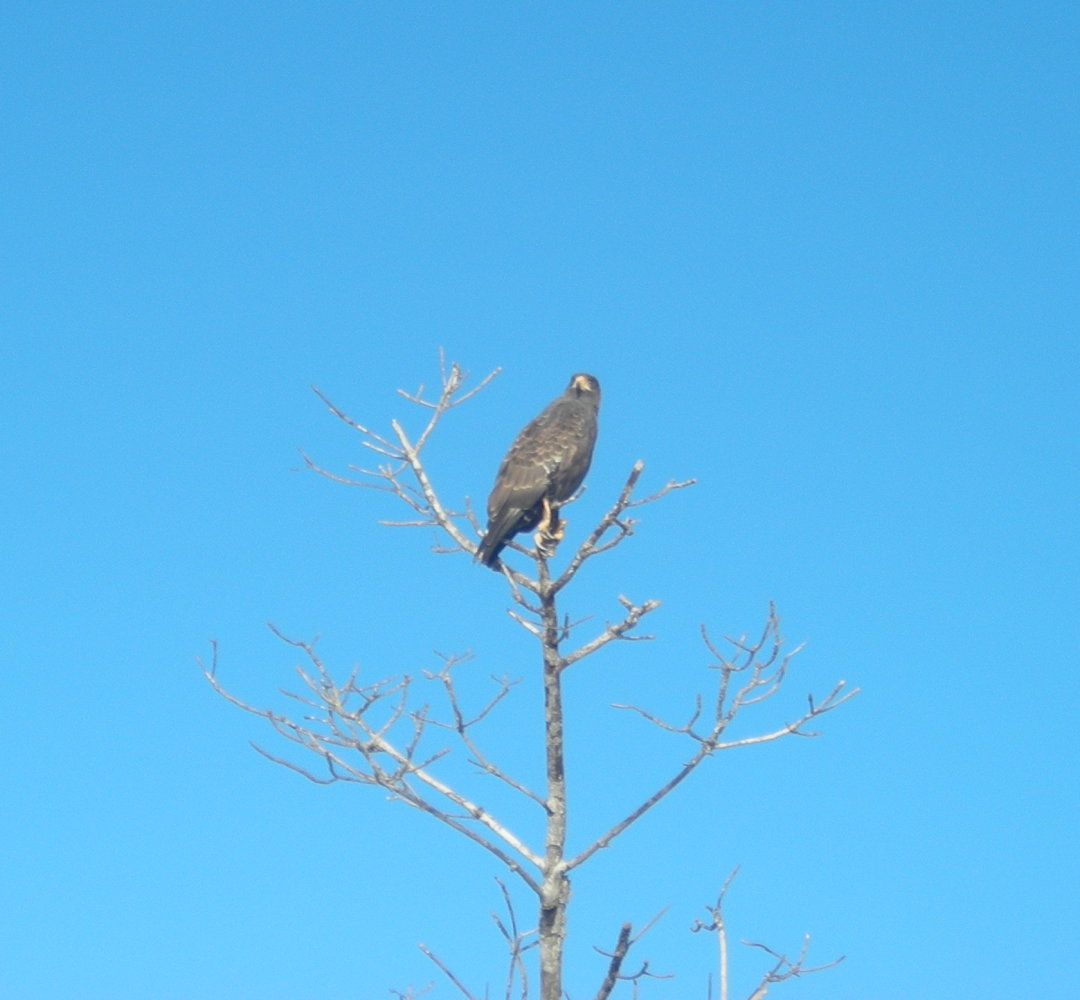
Aguilucho en Cayo Largo.

En la isla también funciona la Granja de las Tortugas, que es parte de los programas de conservación y protección natural de los recursos naturales de la isla, ya que tres clases de tortugas marinas (tortuga verde, caguama y carey) eligen las playas de Cayo Largo para desovar cada año y en este establecimiento se ocupan de poner los huevos a resguardo de los turistas y proteger las crías hasta devolverlas a su hábitat natural.
También hay una numerosa variedad de aves (entre la que se destaca el pelícano) y lagartos (principalmente iguanas).

## Flora
En la vegetación costera predominan la verdolaga, el ciruelillo, el hicaco, la cuabilla y el guano de costa. También son habituales enredaderas, salvias y mangles.
En torno a sus playas hay numerosos arrecifes coralinos con marcada presencia de gorgonias.